# San’in-Hauptlinie
| San’in-Hauptlinie         | San’in-Hauptlinie |
| ------------------------- | ----------------- |
| Zug der San’in-Hauptlinie |                   |
| Streckenlänge:            | 676,0 km          |
| Spurweite:                | 1067 mm (Kapspur) |
|                           |                   |

Die San’in-Hauptlinie (jap. 山陰本線, San’in-honsen) ist eine japanische Eisenbahnstrecke, die zwischen den Bahnhöfen Kyōto in der  Präfektur Kyōto und Shimonoseki in der  Präfektur Yamaguchi verläuft und von der West Japan Railway Company (JR West) betrieben wird.
Die Strecke führt weitgehend entlang der Nordküste des westlichen Honshū durch die Präfekturen Hyōgo, Tottori und Shimane. Sie wurde durch verschiedene Bahngesellschaften zwischen 1897 und 1933 erbaut.

## Daten
- Länge: 676,0 km
- Spurweite: 1067 mm
- Anzahl der Stationen: 160